# Twin Center
Pour les articles homonymes, voir Twin.
Le Twin Center ou tours jumelles (en arabe :  برجي الدار البيضاء), sont deux tours jumelles situées dans la ville de Casablanca, au Maroc. Construites en 1998, c'est un complexe architectural créé dans l'optique de servir de  bureaux, de local commercial et qui regroupe dans la même foulée un hôtel 5 étoiles.

## Présentation
Il se situe au cœur de la ville de Casablanca, plus précisément dans le quartier du Maârif, au niveau du carrefour des boulevards Zerktouni et Al Massira Al Khadra. Au-dessus du centre commercial doté de cinq niveaux et comprenant un supermarché Marjane Market et de nombreuses boutiques (c'était le plus grand centre commercial d'Afrique jusqu'à l'inauguration du Morocco Mall en décembre 2011 à Casablanca), s'élèvent deux tours, The West Tower (ou tour A) et The East Tower (ou tour B).
Ces deux immeubles sont les plus hauts édifices de bureaux du Maroc. Elles s'élèvent sur 115 mètres pour 28 étages chacune, regroupent 93 000 m2 de bureaux, et ont leur propre atrium haut de 7,2 mètres.
Il y a 15 ascenseurs au Twin Center. Le Twin Center a été inauguré en 1998, et est devenu un point de repère à Casablanca ainsi qu'un lieu à partir duquel on jouit du meilleur panorama possible sur la ville. La tour A regroupe un centre commercial et les locaux de plusieurs entreprises. La tour B quant à elle est occupée par le Kenzi Tower, un hôtel 5 étoiles. L'architecte du complexe Twin Center est l'Espagnol Ricardo Bofill et le Marocain Élie Mouyal.

## Accès

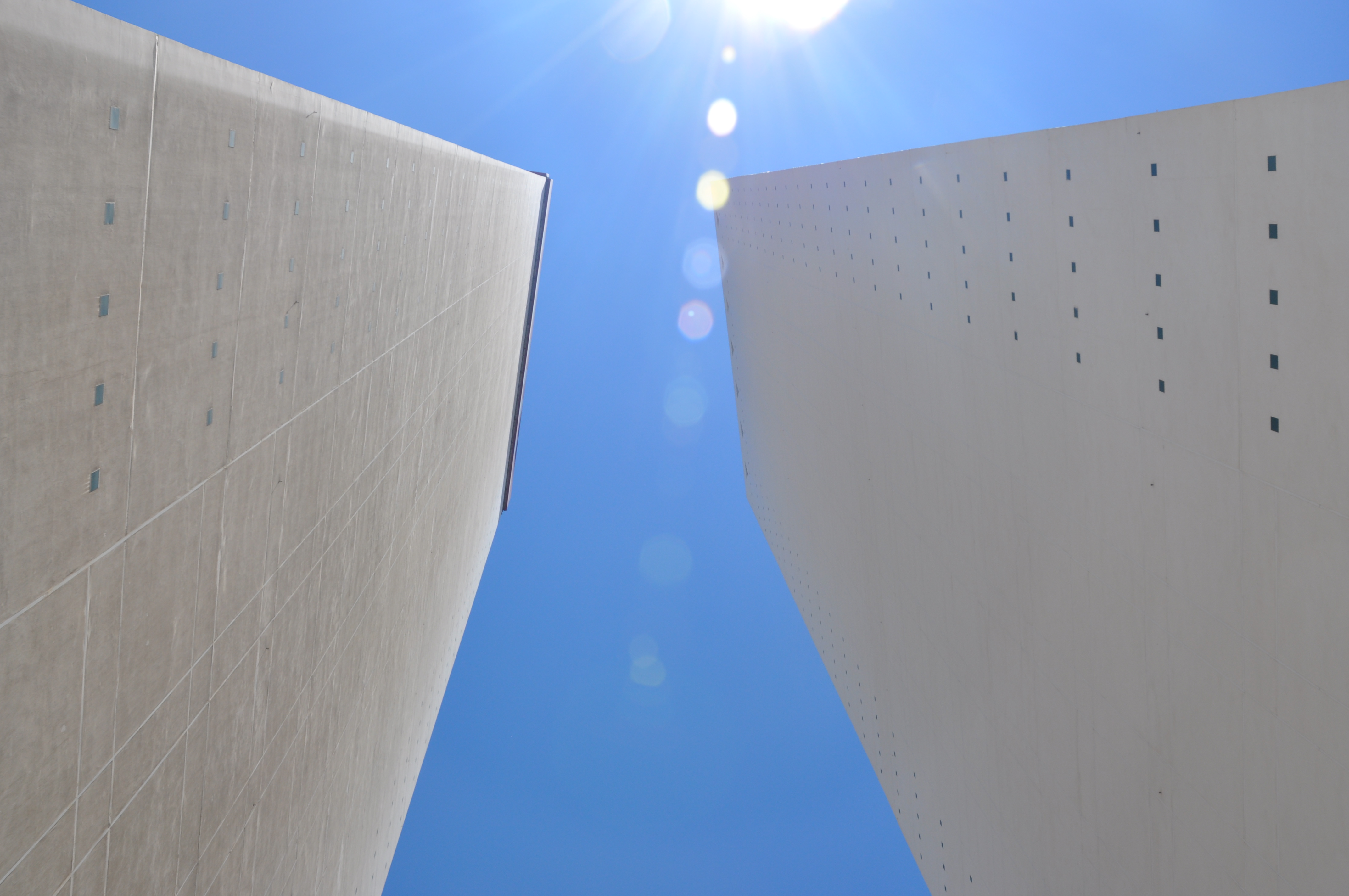
Vue des tours jumelles de Casablanca d’un point de vue nadiral

### Transports en commun
Le Twin Center est accessible par le taxi, ou les autobus du réseau Casabus, les lignes 7, 38, 60 et 67 desservent une station se situant directement devant le Twin Center. Une station de la ligne T1 du tramway de Casablanca (« Avenue Hassan II ») est située à environ 1 km du complexe, au niveau du carrefour boulevard Mohamed Zerktouni - avenue Hassan II/boulevard Abdelmoumen.